# Dzierawy
Dzierawy is een plaats in het Poolse district  Kolski, woiwodschap Groot-Polen. De plaats maakt deel uit van de gemeente Koło en telt 340 inwoners.